# Вахсудан ибн Мамлан
Абу Мансур Вахсудан ибн Мамлан (перс. ابو منصور وهسودان‎, ум. в 1059) — амир Азербайджана из династии Раввадидов. Наиболее известный и успешный правитель династии. Вступив в союз с соседними курдскими племенами, он противостоял постоянным вторжением тюрков на свою территорию, но в конце концов был вынужден признать верховенство сельджукского султана Тогрул-бека.

## Биография

### Происхождение и ранние годы
Васхудан ибн Мамлан родился в семье амира Азербайджана из династии Раввадидов, Абу-л-Хайджа Мавлана I. Дата его рождения, как и воцарения точно неизвестны. Согласно армянскому историку X века Степаносу Таронеци, отец Васхудана скончался в 988/989 году, однако это скорее всего путаница с другим Абу-л-Хайджа. Согласно османскому историку XVII века Мунейджим-баши Абу-л-Хайджа скончался в 999/1000 году. Но при этом известны монеты 1002, 1009 и 1014 годов с именем Мухаммеда ибн Хусейна Равада (другое имя этого правителя), что указывает на более долгое правление. В то же время существует и версия, что год смерти указан верно, а монеты чеканил другой правитель с тем же именем. Согласно Мунейджим-баши, Абу-л-Хайджу наследовал его сын Абу Наср Хусейн II, который правил до смерти в 1025 году, что противоречит находкам монет, на одной из которых было отчеканено имя Васхудана и которая датируется 1016 годом. Современный историк Эндрю Пикок предполагает, что Васхудан стал правителем около 1014—1016 года и при этом царство было разделено между братьями, при этом правление второго было явно недолгим.

### Правление
Правление Васхудана относительно хорошо засвидетельствовано в основном благодаря сохранению шестидесяти панегирических касыд, написанных персидским поэтом Катраном Тебризи. Тем не менее, подробности раннего правления практически неизвестны. В неустановленное время Вахсудан направил большое войско во главе со своим сыном Абу Насром против Испахбада Гиляна. Армии Равадидов удалось одолеть противника и принудить его признать главенство эмирата. Впоследствии Абу Наср построил крепость в городе Ардебиль.
Именно во время правления Вахсудана в Азербайджан вторглись туркоманские племена, известные иракия. В прошлом они были последователями сельджукского лидера Арслана Исраила, но затем Газневиды изгнали их из восточноиранской области Хорасан, а их лидер был заключён в тюрьму и около 1034 года скончался. Первая группа племён достигла Азербайджана в 1029 году. Она насчитывала около двух тысяч «палаток». Васхудан достаточно хорошо принял тюрок и даже заключил с ними брачный союз, чтобы использовать их против своих соперников, таких как армяне. В то время у Вахсудана были непростые отношения с сыном сестры Абул-Хайджей ибн Рабибом ад-Даула, который был вождем племени хадхабани, а также правителем Урмии и крепости Баркари. В 1033 или 1034 году Византийская империя по настоянию Васхудана захватила данную крепость. Аббасидский халиф аль-Каим (правил 1031—1075) убедил Равадидов объединиться и отвоевать Баркари. Войска Васхудана ненадолго вновь заняли крепость, но в дальнейшем окончательно уступили её византийцам. В 1037/38 году эмирата достигла вторая, гораздо более сильная волна туркоманов, которые начали грабить земли амира, разграбив в 1039 году город Мераге.
В отместку Вахсудан и его полководец ад-Даула устроили нападение на группировки тюрков, которые были рассеяны на различные группы, отправившиеся в Рей, Исфахан и Хамадан, и нанесли им по отдельности несколько поражений. Несмотря на это, туркоманы продолжали представлять угрозу для Равадидов. В 1040 или 1041 году Васхудан пригласил 40 лидеров иракия на банкет якобы ради заключения перемирия, но затем всех перебил. Из-за этого большая часть туркоманов покинула территорию и ушла в регион Хаккари. Между 1041 и 1042 году земель амира достигла другая группировка туркоманов, которая пришла из Рея, куда они ранее бежали от сельджукского полководца Ибрагима Инала. Они вступили в противостояние с войсками Васхудана и провели несколько сражений, в том числе под Серабом, где потерпели тяжёлое поражение. В конечном итоге равадидская армия вынудила их покинуть эти земли.
Изгнание Иракии из Азербайджана дало Вахсудану возможность улучшить отношения с соседними Шеддадидами, поскольку он лично посетил их столицу Гянджу и навестил их правителя Абу-л-Хасана Лашкари (правил в 1034—1049 годах). В 1042/43 году произошло землетрясение, которое разрушило большую часть Тебриза, столицы эмирата, включая цитадель, стены, дома, рынки и большую часть дворца Равадидов. Персидский поэт Насир Хосров, посетивший город четыре года спустя, сообщает, что погибло 40 тысяч жителей, но город продолжал процветать. Более поздний историк Ибн аль-Асир (умер в 1232/33 году) сообщает о 50 тысячах жертв. Вахсудан выжил только потому, что находился в саду, вероятно, за пределами города. В 1044 году около пяти тысяч тюрков прибыли в Месопотамию из Азербайджана, где захватили город Хой. В 1048—1049 годах окрестности Тебриза опустошил туркоманский вождь Хасан, который, по-видимому, был племянником сельджукского султана Тогрул-бека (правил в 1037—1063 годах). В 1054 году Вахсудан был вынужден подчиниться Сельджукам. При этом султан, видимо, лично отправился в Тебриз на переговоры с амиром. Имя Торгул-бека было внесено в хутбу, а сын Вахсудана, возможно, Абу-л-Хайджа, был отправлен в качестве сельджукского заложника в Хорасане.
Обстоятельства перехода власти между Вахсуданом и его сыном Абу Насром Мамланом неясны. Согласно Мунейджим-баши, Вахсудан умер в 1059 году, но Ибн аль-Асир сообщает, что Торгул-бек признал Абу Насра Мамлана правителем Азербайджана между 1058 и 1059 годом. У Вахсудана был ещё один сын по имени Абу-л-Касим Ибрагим, но о нём ничего не известно.